# Rhen
För släktnamnet med samma uttal, se Rehn.
Rhen (tyska Rhein, franska Rhin, nederländska Rijn) är Västeuropas största flod. Den är 1 230 kilometer lång, vilket gör den till Europas (beroende på definition) nionde eller tolfte längsta flod. Den rinner upp i Alperna och flyter från Bodensjön i Schweiz åt nord och nordväst genom (och på gränsen till) Tyskland, Frankrike och Nederländerna till sitt utlopp i Nordsjön. Utloppet är delat i flera stora flodarmar.
Namnet är troligen keltiskt och bygger på samma indoeuropeiska rot som grekiskans rheo, 'flyta' och latinets rivus, 'bäck', som i sin tur har övertagits i franskans rivière och engelskans river.
Rhen har haft och har fortfarande enorm betydelse för handeln i berörda länder. Rhen har också haft stor strategisk betydelse, vilket många slott och fort längs floden vittnar om. Floden utgjorde till exempel gräns mellan det romerska riket (väster om floden) och germanska stammar (öster om floden) efter slaget vid Teutoburgerskogen. Bland nutida städer och tätorter som ligger vid Rhen kan nämnas (nedströms) Trin, Chur, Basel, Strasbourg, Mannheim, Worms, Mainz, Wiesbaden, Koblenz, Bonn, Köln, Düsseldorf, Nieuwegein och Rotterdam.
Viktiga biflöden till Rhen är Aare, Neckar, Main, Mosel, Ruhr och Lippe.

## Sträckning
Rhen rinner upp i schweiziska Graubünden i Alperna. Den viktigaste källfloden är Vorderrhein som kommer från Tomasee och flyter ihop med Hinterrhein vid Reichenau. Vid Chur böjer Rhen norrut och bildar gräns, först mellan Schweiz och Liechtenstein och sedan mellan Schweiz och Österrike. Från Bodensjön, 395 meter över havet, flyter floden åt väster och fem kilometer nedströms Schaffhausen bildas det 23 meter höga och 150 meter breda Rhenfallet, Europas största. Mellan Eglisau och Basel utgör Rhen gräns mellan Tyskland och Schweiz. På den sträckan ansluter bifloden Aare från vänster. Aare är i själva verket den större floden med ett flöde på 590 kubikmeter per sekund jämfört med Rhens 470 kubikmeter per sekund.
Från Basel vänder Rhen norrut och med franska Alsace på den vänstra (väster) stranden och tyska Baden på den högra (östra). Det tidigare slingrande loppet har rätats ut för att korta vägen för sjöfarten. Efter vänsterbifloden Lauter flyter Rhen genom Tyskland, och bland annat Main och Neckar ansluter från höger, och den flyter mot nordväst genom landskapet Rheingau. Det idylliska avsnittet med många borgar mellan Bingen/Rüdesheim och Koblenz besöks av många turister och finns på Unescos världsarvslista. Vid Koblenz flyter Mosel in från vänster. Rhen rinner sedan genom Ruhrområdet där Sieg, Ruhr och Lippe ansluter från höger. Därefter flyter Rhen in i Nederländerna till sitt utlopp i Nordsjön.
Rhens utlopp är förgrenat och 150 kilometer från havet delar den upp sig på flera stora flodarmar. Ungefär 11 procent av vattenflödet går genom Ĳssel till IJsselmeer, ungefär 22% genom Lek förbi Rotterdam och 67 procent genom Waal.

## Sandoz-olyckan 1986
1986 skedde en explosion i en fabrik i den schweiziska staden Basel, vilket gav upphov till en ekologisk katastrof. Fabriken, som tillhörde företaget Sandoz, släppte då ut cirka 30 ton organiska fosfater i floden. Detta ledde till att en halv miljon fiskar dog, och det tog lång tid innan floden återhämtade sig helt.

## Bifloder

### Högerbifloder
- i Bodensjön:
  - Argen
  - Schussen
  - Radolfzeller Aach (med vatten från  Donau)
- från Schwarzwald (från källan och norröver):
  - Wutach
  - Alb
  - Wiese
  - Elz
  - Kinzig (Rhen)
  - Rench
  - Murg (Rhen)
  - Alb
- Pfinz
- Neckar
  - Fils
  - Rems
  - Enz
    - Nagold

  - Kocher
  - Jagst
- Main
  - Regnitz
  - Fränkische Saale
  - Tauber
  - Kinzig (Main)
  - Nidda
- Lahn
- Wied
- Sieg
- Wupper
- Düssel
- Ruhr
- Emscher
- Lipps

### Vänsterbifloder
- Thur
  - Murg (Thur)
  - Necker
  - Sitter
- Töss
- Glatt
- Aare
  - Lütschine
  - Kander
  - Saane
  - Zihl
    - Orbe

  - Reuss
  - Limmat
- Birs
- Ill
- Lauter (Rhen)
- Nahe
- Mosel
  - Saar
    - Blies

  - Sauer
  - Kyll
- Nette
- Ahr
- Erft

## Källflöden
- Hinterrhein
- Vorderrhein